# Retaule de l'Epifania (Huguet)
El Retaule de l'Epifania  és una obra gòtica de 1450 atribuïda a la primera etapa del pintor Jaume Huguet. És un petit retaulet d'oratori privat amb tres escenes de la vida de Jesús, amb l'Adoració dels Reis Mags com a escena principal. Es conserva al Museu Episcopal de Vic.
Com a altres obres del primer període de l'autor, mostra influències de l'estil dels primitius flamencs, especialment amb obres de Rogier van der Weyden.

## Dades de context

### Autor
Jaume Huguet (Valls 1412 - Barcelona 1492) fou un pintor gòtic català amb un estil que va evolucionar del gòtic internacional cap a les innovacions incorporades des de la pintura flamenca. La seva formació es va realitzar entre València, Tarragona i Barcelona, si bé no es descarta que pogués haver visitat Sardenya o Nàpols, que formaven part de la Corona d'Aragó. Va desenvolupar la seva màxima activitat a Barcelona a partir de 1448, on va crear un taller que pràcticament va monopolitzar la realització de retaules a Catalunya durant la segona meitat del segle xv, un cop morts Bernat Martorell i Lluís Dalmau. El seu taller va incorporar els seus deixebles i també membres de la família Vergós amb qui va mantenir una estreta relació personal i que són considerats coautors d'aquest retaule.
Una part important de la seva obra s'ha perdut en revoltes que han destruït les esglésies que les contenien i la majoria d'obres conservades són panells de retaules que han estat desmuntats.

#### Debat sobre l'autoria
Actualment és considerada obra de Jaume Huguet, una tesi que compta amb el suport de Gudiol i Ainaud de Lasarte, que la situen entre 1450-1454 i per Chandler R. Post que la situa entre 1459-1460. No obstant això, el seu format i dimensions excepcionals dins del repertori d'Huguet i el seu taller que produïen obres de gran format, va fer que historiadors com Benjamin Rowland, el 1932, qüestionessin l'autoria i fos considerada una obra derivada d'Huguet relacionada amb algun artista més expressionista com ara Joan Rosat, autor de la predel·la de Santa Margarida del museu de Mallorca. El 1942, August L. Mayer situava l'autoria fora de l'àmbit català; identificava elements que li feien especular per una autoria francoflamenca, probablement d'un pintor-miniaturista borgonyó format al nord de França, un perfil molt allunyat d'Huguet.

### Tema
L'Epifania és la festa de commemoració cristiana de l'Adoració dels Reis Mags a Jesús. L'Evangeli segons Mateu és l'únic llibre de la Bíblia que esmenta aquest esdeveniment, si bé no especifica quants reis eren, només diu que eren mags (sacerdots zoroastrians, per bé que en algunes traduccions hi diu savis) que venien d'orient. Amb els segles, aquests mags han estat transformats per la tradició en astròlegs i més tard en reis.
| « | Després que Jesús va néixer a Betlem de Judea, en temps del rei Herodes, vingueren uns savis d'Orient i, en arribar a Jerusalem, preguntaren: On és el rei dels jueus que acaba de néixer? Hem vist sortir la seva estrella i venim a adorar-lo.［Mateu 2:1-2］ | » |

| « | Van entrar a la casa, veieren el nen amb Maria, la seva mare, es prostraren a terra i el van adorar. Després van obrir les seves arquetes i li oferiren presents: or, encens i mirra.［Mateu 2:11］ | » |

Segons la descripció bíblica els reis varen ser guiats per un estel fins al pessebre on havia nascut el Nen Jesús. Aquest fet ha esdevingut un símbol molt representatiu de l'esdeveniment. La iconografia clàssica situa el naixement de Jesús en un pessebre on, posteriorment, té lloc l'adoració dels pastors［Lluc 2:15-20］ i l'Epifania.

### Estil
Assumint l'autoria huguetiana descrita, el paisatge amb força detall i el cel blau del fons de l'escena que omplen les zones superiors dels campers mostren similituds amb les seves obres primerenques com la predel·la de La Flagel·lació del Louvre o el Retaule de Vallmoll del MNAC, unes característiques d'influència flamenca. No hi ha daurats ni estofats per a representar els fons i els cels, una tècnica que farà servir més endavant.
Aquesta influència realista és palesa a la indumentària que porten els reis mags i el seu seguici, els quals van vestits seguint la moda dominant del comtat de Borgonya de l'època. Destaca la manera com van calçats, amb borseguins de punxes de color negre damunt de galotxes de fusta, un tipus de calçat que Huguet faria servir posteriorment al rei Gaspar del Retaule del Conestable i que és present al Retaule dels sants Joans de Bernat Martorell i al Retaule de les santes Clara i Caterina de la catedral de Barcelona fet pel continuador del taller de Martorell, Pere Garcia de Benavarri.
La coincidència de la indumentària amb obres de Martorell, va fer pensar a Chandler R. Post en una influència del gòtic internacional d'aquest pintor en l'estil d'Huguet i fins i tot a plantejar-se una formació al taller de Martorell.
En aquesta petita obra es combinen diversos elements estilístics: el realisme flamenc dominant i l'humanisme naturalista que serà propi d'Huguet en el futur i que s'aprecia, segons Duran i Sanpere, al to intimista i de diàleg silenciós que prenen les figures.

## Història
Va entrar al Museu Episcopal de Vic en una data indeterminada de finals del segle xix i es desconeix la seva procedència i propietaris anteriors.
Es desconeix també quina va ser la darrera restauració, actualment el retaule presenta algunes clivelles i fractures profundes que sembla havien estat dissimulades en alguna intervenció de la peça. També s'entreveuen retocs i consolidacions de restauracions antigues, però destaca especialment una capa superficial fosca de vernís envellit que dificulta l'observació i qualificació de la policromia.
Per acabar hi ha protuberàncies a la superfície que corresponen a claus que sobresurten de la taula.

## Descripció

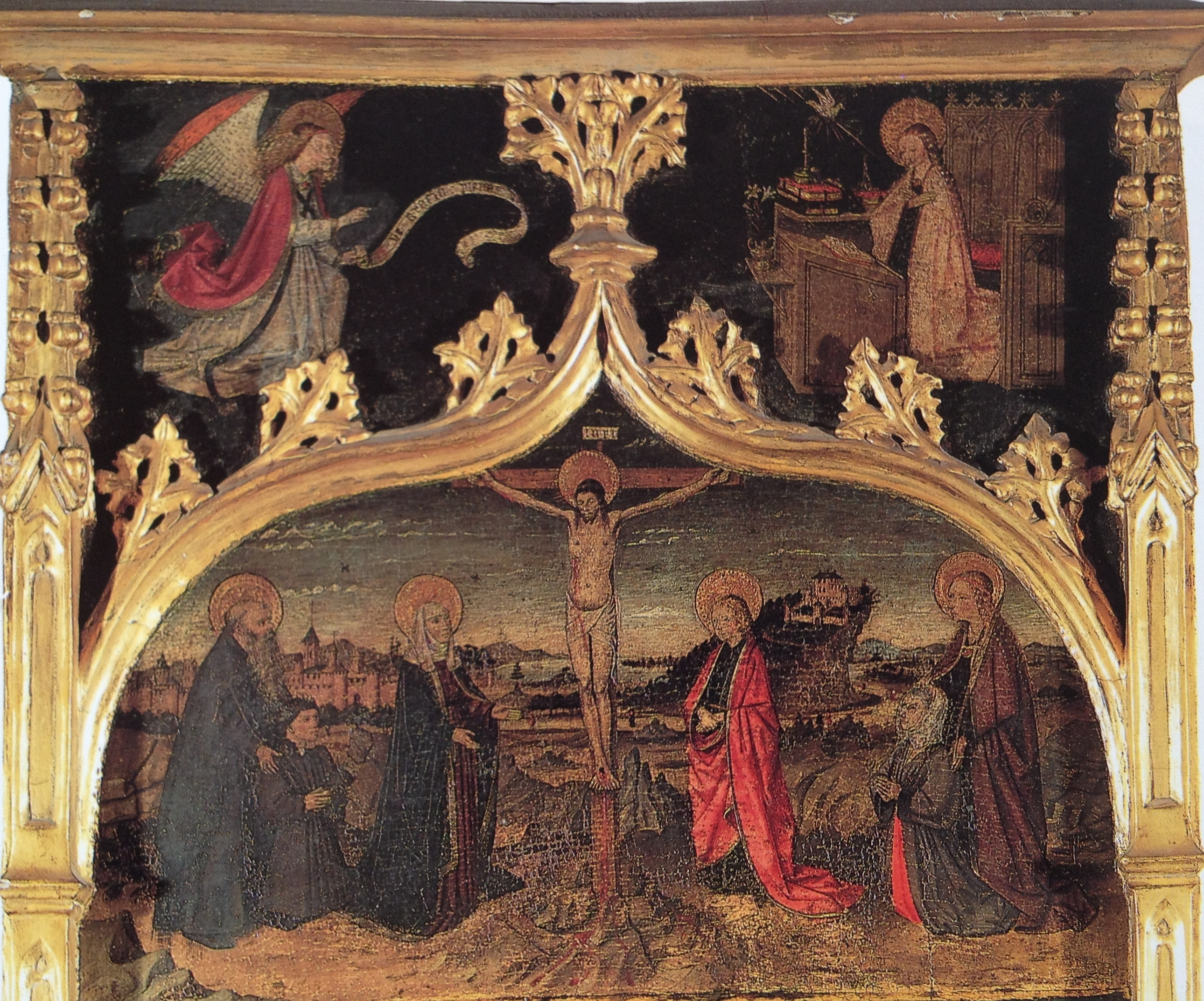
Escenes superiors, Anunciació i Crucifixió

És una taula rectangular encerclada en un marc daurat amb els muntants laterals en forma de pinacles enllaçats al seu terç superior per un arc conopial de la mateixa fusteria daurada rematat amb formes florals. Sense que es pugui considerar un altar portàtil, les seves reduïdes mides permetien traslladar-lo amb facilitat i poder realitzar la pràctica privada de la pregària. Entre la societat flamenca van ser habituals els díptics i petits oratoris d'ús personal com els que Hans Memling va produir a la segona meitat del segle xv.
Pictòricament s'estructura en tres escenes distribuïdes per pisos que formen un cicle complet: Anunciació del naixement del Messies, Epifania o reconeixement de la humanitat pagana i la Crucifixió o mort redemptora per la qual havia vingut.

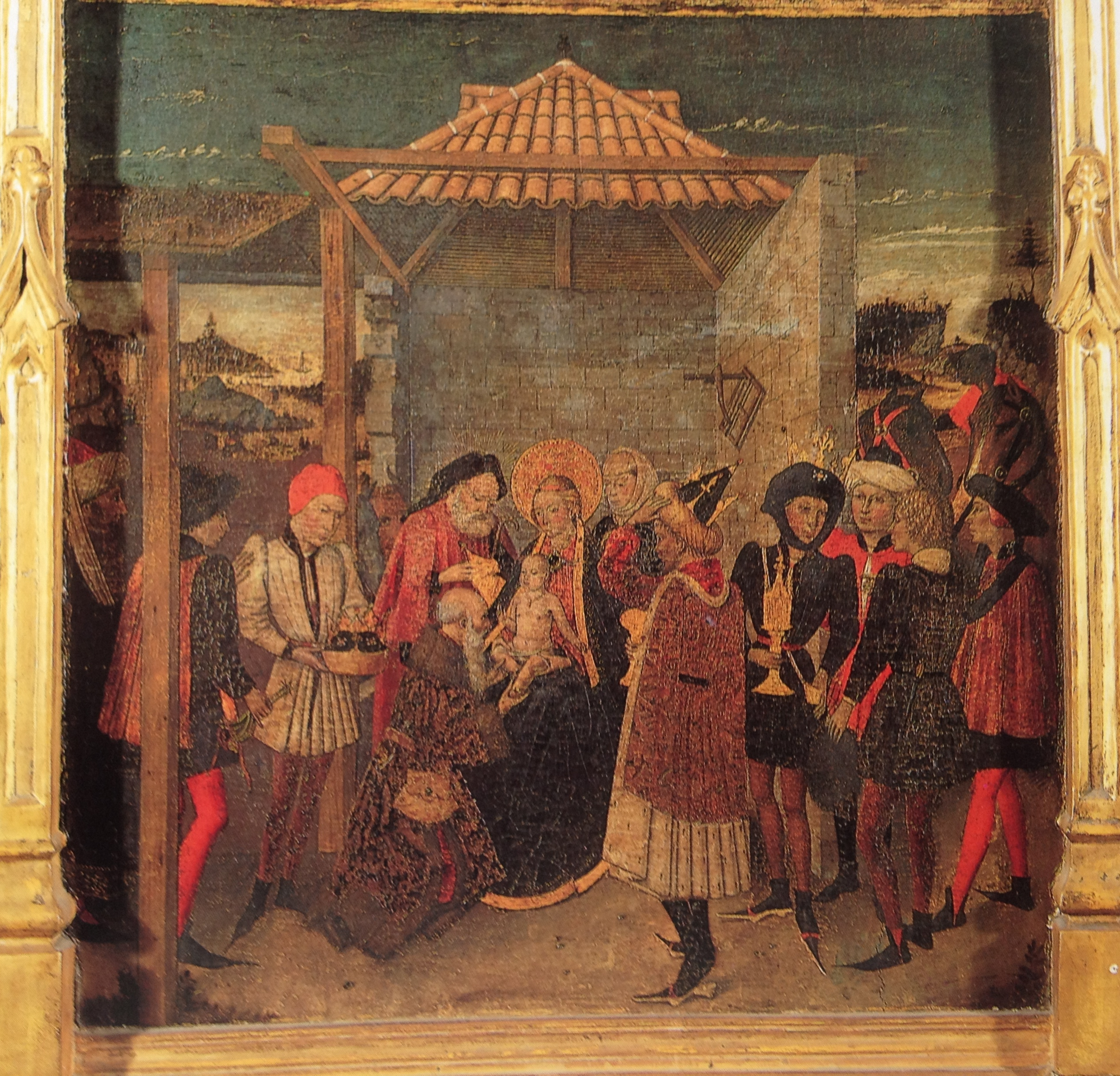
Ecce Homo

Al pis superior, ubicat per sobre de l'arc conopial, hi ha l'escena de l'Anunciació. A cadascun dels dos carcanyols se situen els personatges, a l'esquerra l'arcàngel Gabriel que ve per anunciar a Maria, representada a la dreta, que concebrà Jesús.
L'arcàngel porta un filacteri a la mà amb l'inici de la seva salutació «Ave gratia plena» és una peça llarga que uneix visualment l'Arcàngel amb la imatge de la Mare de Déu, situada a l'altre costat de l'arc conopial. Maria es troba agenollada al seu escriptori sobre el qual s'observa el colom representatiu de l'Esperit Sant.

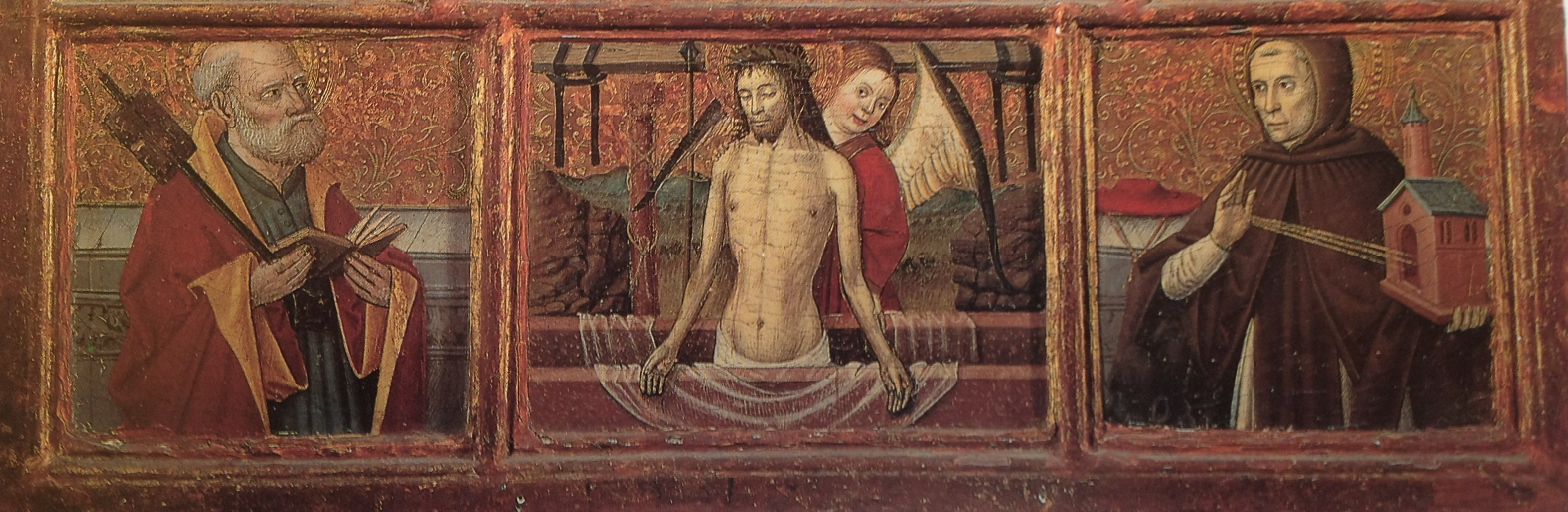
Predel·la

A la part central hi ha l'escena del Calvari en primer terme amb Crist a la creu, amb Maria i sant Joan Evangelista. És una escena despullada on no figura cap altre dels personatges presents a les representacions de la Crucifixió de Jesús. Al fons, al costat esquerre, s'observa una visió idealitzada de Jerusalem amb estructura medieval. Als extrems de l'escena hi ha la figura de sant Antoni Abat i una santa no identificada, presentant els dos comitents, una parella bastant jove. Aquesta presència dels comitents és única a l'obra d'Huguet. També és força inusual la presentació dels donants a una imatge de la crucifixió, ja que habitualment la presentació és davant de la Mare de Déu amb el Nen o davant d'algun sant. Hi ha mostres de comitents davant una crucifixió, però, a la pintura flamenca de Van der Weyden al Tríptic de la Crucifixió (1445), a Viena i al Tríptic de Jan Crabbe (1467), on Hans Memling pinta el comitent, abat de l'abadia de les Dunes de Coxyde, davant de la creu presentat pel seu sant patró.
Al pis inferior, l'escena principal que dona nom al retaule està dedicada a l'Epifania o Adoració dels Reis Mags. La representació de l'Epifania podia tenir un sentit eucarístic quan es mostra junt amb altres com l'Últim Sopar o la Crucifixió, si aquestes no formen part del cicle de la Passió, sinó que es manifesta el sacrifici de Crist com una forma de pensament eclesiàstic que parla de l'Eucaristia com a via de participació en el sacrifici de Crist. L'Epifania representa el reconeixement del Messies per part dels representants de la humanitat pagana, la conversió cristiana i un signe de fidelitat i submissió a l'ésser diví. En aquest cas es produeix un mimetisme entre l'adoració dels reis cap a Jesús a l'escena de l'epifania i la dels comitents a l'escena de la crucifixió.
Aquesta combinació de les dues icones no necessàriament comportava reunir dues taules, tal com es pot observar al Retaule de Santa Columba del flamenc Rogier van der Weyden, on dins del pessebre de l'escena principal de l'Epifania hi ha penjat un crucifix a la paret, una imatge clarament extemporània que relaciona el Nen acabat de néixer amb aquell que se sacrificarà per salvar la humanitat.
L'escena està centrada en la figura de la Mare de Déu amb l'infant, el rei Melcior està agenollat davant el Nen, Gaspar d'esquena al centre de la imatge agafant amb la mà la corona, i Baltasar parlant amb els patges. Darrere dels personatges hi ha un porxo, a la banda dreta dos cavalls i un patge negre. Els reis mags representen les tres edats de l'home, no les diferents races, ja que la iconografia representant la pluralitat ètnica va començar a partir del segle xv. L'autor va tornar a repetir al Retaule del Conestable el detall del patge de raça negra muntat a cavall, un recurs que aplicaria Joan Reixac el 1469 al seu Retaule de l'Epifania de Rubielos de Mora.

Aquesta no és l'única coincidència amb la taula de l'Epifania del Conestable, també és mimètica la posició dels reis Melcior i Gaspar, el primer tocant suaument el peu del Nen assegut a la falda de Maria, i el segon tocant amb la mà la seva corona en el moment de l'adoració. Per contra, l'ambientació és més pròpia de les obres flamenques de Van der Weyden, com l'esmentat Retaule de Santa Columba, o com el Retaule d'Hulin de Loo, obra de Memling. En tots els casos l'estructura del pessebre és similar i, el més important, Maria ocupa una posició central que la converteix en l'eix que ordena simètricament els protagonistes.
Al costat esquerre de l'escena, al costat del patge que sosté la corona del rei Melcior, hi ha un personatge que porta uns llargs esperons de cavaller similars als que porten els reis de la taula de l'Epifania del retaule de l'església de San Salvador d'Eixea (Saragossa), obra de Blasco de Grañén i Martín de Soria. Segons Rosa Alcoy, es tracta d'un detall singular en la pintura catalana del segle xv.